# آندریا دی فالکو

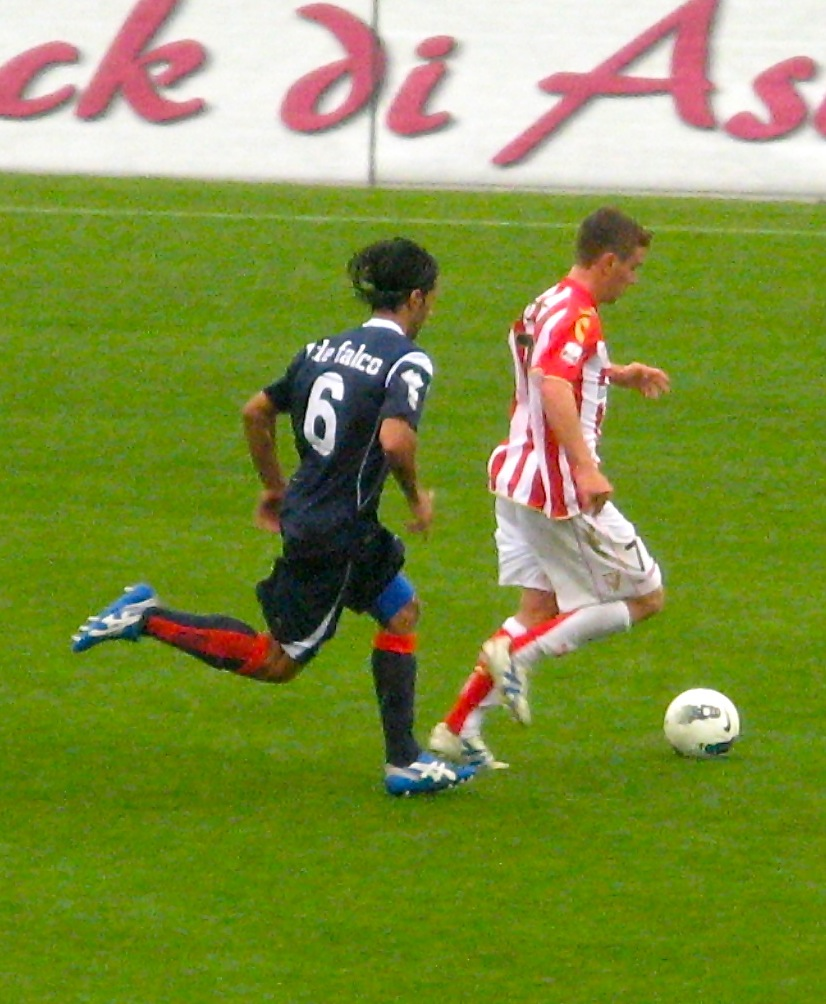
آندریا دی فالکو (لباس تیره) - ۲۰۱۲

آندریا دی فالکو (انگلیسی: Andrea De Falco؛ زادهٔ ۱۹ ژوئن ۱۹۸۶) بازیکن فوتبال اهل ایتالیا است.
از باشگاه‌هایی که در آن بازی کرده‌است می‌توان به باشگاه فوتبال فیورنتینا، باشگاه فوتبال کیه‌وو ورونا، باشگاه فوتبال آنکونا، باشگاه فوتبال باری، باشگاه فوتبال دلفینو پسکارا، باشگاه فوتبال پیزا، باشگاه فوتبال ساسولو، باشگاه فوتبال بنونتو، و باشگاه فوتبال یووه استابیا اشاره کرد.
وی همچنین در تیم‌های ملی فوتبال زیر ۱۸ سال ایتالیا و زیر ۱۹ سال ایتالیا بازی کرده‌است.